# Cantó de l'Isle-d'Abeau
El cantó de l'Isle-d'Abeau  és un cantó francès del departament de la Isèra, situat al districte de La Tour-du-Pin. Té 3 municipis i el cap és Villefontaine.

## Municipis
- L'Isle-d'Abeau
- Vaulx-Milieu
- Villefontaine

## Història
| Data d'elecció                           | Identitat            | Partit                    | Qualitat |
| ---------------------------------------- | -------------------- | ------------------------- | -------- |
| 1985-1988                                | Michèle Bacci        | UDF                       |          |
| 1988-1994                                | Alain Rossot         | PS, després Divers droite |          |
| 1994-                                    | André Colomb-Bouvard | PS                        |          |
| les dades anteriors no són pas conegudes |                      |                           |          |
|                                          |                      |                           |          |

| 1962  | 1968  | 1975  | 1982   | 1990   | 1999   | 2007   |
| ----- | ----- | ----- | ------ | ------ | ------ | ------ |
| 1.754 | 1.830 | 3.263 | 12.452 | 23.878 | 32.016 | 36.347 |